# Baihualing (métro de Nanning)
Baihualing (chinois : 百花岭站 / pinyin : Bǎihuālǐng zhàn / zhuang : Camh Bwzvahlingj) est une station de la ligne 1 du métro de Nanning. Elle est située de part et d'autre de la rue Gaopoling, dans le district de Qingxiu de la ville de Nanning, en Chine.
Ouverte en 2016, elle comprend quatre entrées et une seule plateforme.

## Situation sur le réseau

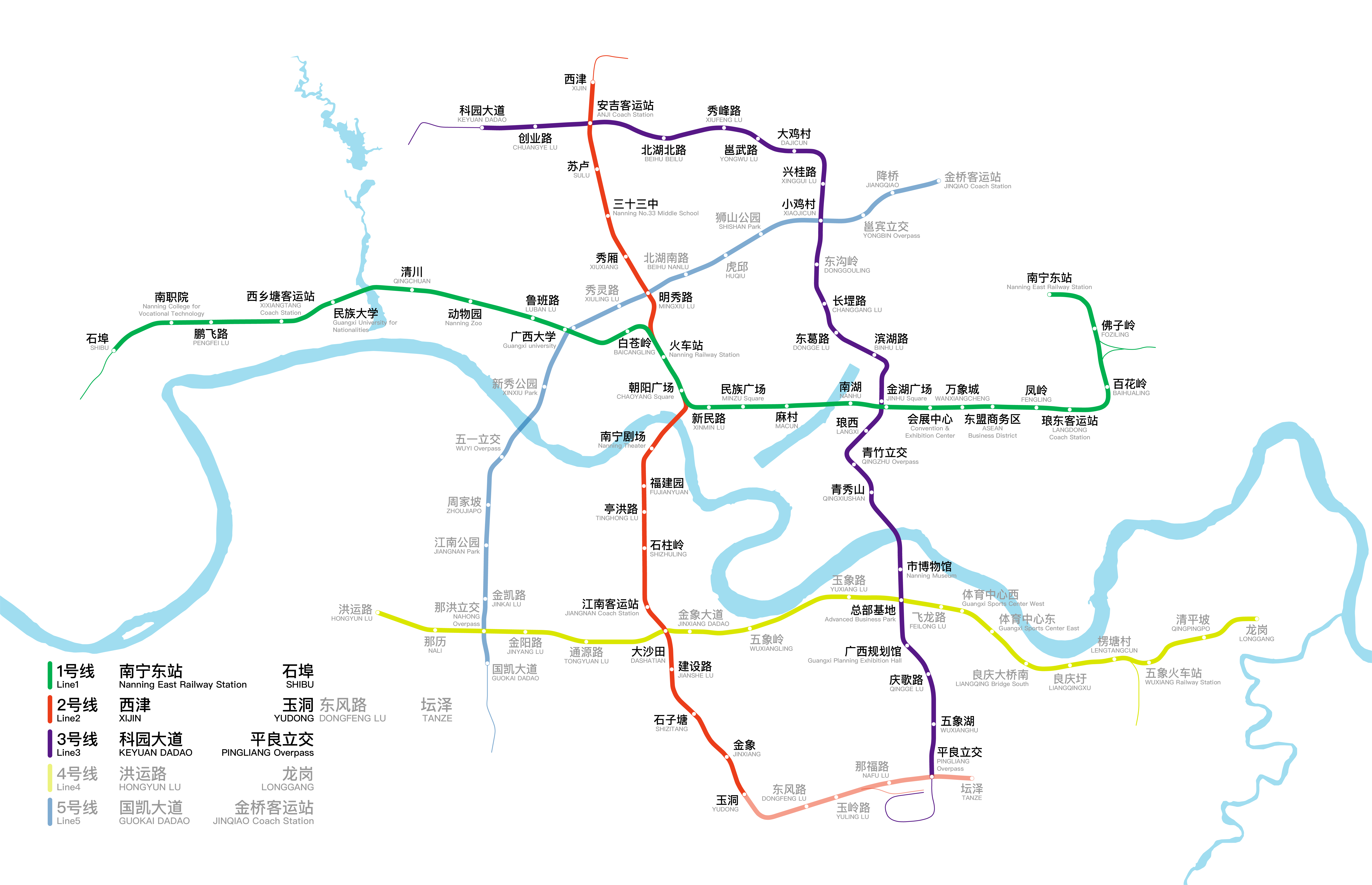
Plan du métro.

Établie en souterrain, Baihualing est située sur la ligne 1 du métro de Nanning, entre la station Gare routière de Langdong (zh), en direction du terminus ouest Shibu, et la station Foziling, en direction du terminus est Gare de Nanning-est (zh).

## Histoire
La construction de la ligne débute le 15 décembre 2012. Le 30 janvier 2015, les dix premières stations sont terminées. Les premiers tests sans passagers ont lieu en février 2016. Les vérifications continuent les 16 et 29 mai de la même année. Le 6 juin 2016, la station nouvellement terminée subit des fuites d'eau qui endommagent son intérieur, mais qui n'empêche pas son ouverture future avec les neuf autres stations de la partie est.
La station Baihualing est mise en service le 28 juin 2016, lors de l'ouverture à l'exploitation de la première section de la ligne 1 du métro de Nanning, entre les stations Nanhu et Gare de Nanning-est (zh),.

## Services aux voyageurs

### Accès et accueil
La station est accessible tous les jours, par quatre entrées différentes, de part et d'autre de la rue Gaopoling (高坡岭路), au nord du quartier de Fengling. La sortie A comprend un ascenseur pour les personnes handicapées,. La station, de forme rectangulaire, a quatre bouts saillants qui rejoignent les quatre sorties. On retrouve deux stationnements de bicyclettes près du Lycée No. 2. La station compte deux sous-sols en plus des sorties à la surface. Le premier abrite la salle d'attente et les services, tandis que les quais se situent au second.
Station souterraine, elle dispose de trois niveaux :
| Niveau 0   | Entrées et sorties                                           | Entrées et sorties                                         |
| Sous-sol 1 | Salle d'accueil                                              | Service à la clientèle, boutiques et guichet libre-service |
| Sous-sol 2 |                                                              | Ligne 1 Voie 1 : En direction de Shibu                     |
| Sous-sol 2 | Quai central                                                 |                                                            |
| Sous-sol 2 | Ligne 1 Voie 2 : En direction de la Gare de Nanning-est (zh) |                                                            |

### Desserte
De 7h00 à 9h00 et de 17h30 à 19h30, les rames desservent la station toutes les trois minutes et demie, tandis que la desserte est toutes les sept minutes le reste de la journée. Pendant la fin de semaine et lors des jours fériés, la fréquence des dessertes est toutes les cinq minutes (11h30 à 20h00), six minutes (20h00 à 23h00) et sept minutes (6h30 à 11h00). Les premiers et derniers passages en direction de Shibu sont à 6h34 et 23h04, tandis que ceux en direction de la gare de Nanning est sont à 7h05 et 22h49.

### Intermodalité
La station est desservie par les autobus 79 et 85 du réseau d'autobus de Nanning.

## À proximité
| Numéro                                         | Destinations proches |
| ---------------------------------------------- | --- |
| Sortie A                                       | Rue Baihualing (百花岭路), rue Gaopoling, École primaire Sanwu (南宁市三屋小学), Lycée No. 2 de Nanning, campus de Fengling (en) (南宁市第二中学凤岭校区), École primaire de Baihualing (百花岭路小学) |
| Sortie B                                       | Rue Gaopoling, Centre de répartition du métro (地铁调度中心) |
| Sortie C                                       | Rue Gaopoling, district de Hongxing (红星小区), Tribunal de Huakai (华凯大院), China Resources Shangcheng (华润尚城街区)                                                                               |
| Sortie D                                       | Rue Gaopoling |
| Légende： Ascenseur pour personnes handicapées | |